# Sarah Hargreaves
Sarah Hargreaves  (født 17. maj 1989 i Gislinge) er en dansk/britisk håndboldspiller (målmand) 2011 spiller i Slagelse FH og Storbritanniens håndboldlandshold.
Sarah Hargreaves er født og opvokset i Gislinge på Nordvestsjælland. Hun startede med at spille håndbold som syvårig i den lokale klub Quick 70, men begyndte for alvor efter et ophold på idrætsefterskole og håndboldakademin i Aarhus. Her spillede hun som ynglingespiller på Skovbakkens 2. divisionshold. Efter opholdet i Aarhus tog hun tilbage til Sjælland for at spille for Ringsteds Dameynglinge. Var derefter et år i Team Esbjerg og spiller nu i Slagelse  
Sarah Hargreaves far er født i Storbritannien, så derfor har hun fået adgang til et britisk pas og kan derfor spille på Storbrittaniens OL-landshold ved OL 2012 i London.
Sarah Hargreaves læser til social- og sundhedsassistent.